# 리얼타임 월즈
리얼타임 월즈(Realtime Worlds)는 영국의 비디오 게임 개발사이며 스코틀랜드 던디에 위치한다. 이 기업은 2002년 초 데이비드 존스에 의해 설립되었다. 크랙다운, APB: 올 포인트 불레틴을 개발하였다.

## 게임
- 크랙다운 (비디오 게임)
- APB: 올 포인츠 불레틴